# Краснолобая портниха

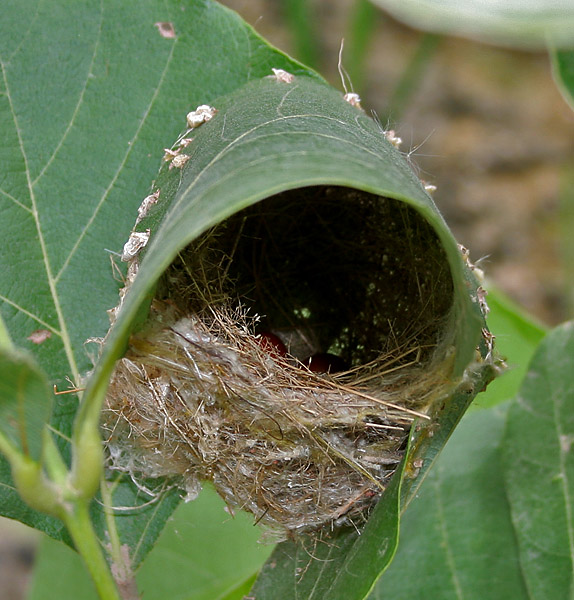
Гнездо в Индии

Красноло́бая портни́ха (лат. Orthotomus sutorius) — певчая птица из семейства цистиколовых (Cisticolidae). Вид распространён на востоке Индии, на юге Китая и далее на юг до полуострова Малакка и Ява.
Длина тела 10–14 см, масса 6—10 г. Оперение верха ярко-зелёного цвета, темя ярко-красное, брюхо кремового цвета. У птиц короткие закруглённые крылья, длинный хвост, сильные ноги и острый клюв.
Половая зрелость наступает в возрасте 1 год. Сезон размножения длится с марта по декабрь, чаще всего в июле и августе. При помощи своего тонкого клюва птица сшивает края двух листьев, устраивая из них своего рода колыбель. Внутри птица строит чашеобразное гнездо, выстилая его дно мягким материалом. В кладке 3-4 яйца. Инкубационный период составляет около 12 дней. Обе птицы участвуют в кормлении выводка. Птенцы оперяются через 14 дней.
Птицы живут поодиночке или парами. Питаются насекомыми и нектаром цветов.